# Campeonato Sul-Americano de Corta-Mato de 2007
O 22º Campeonato Sul-Americano de Corta-Mato de 2007 foi realizado no Rio de Janeiro, no Brasil, no dia 25 de fevereiro de 2007. Participaram da competição 86 atletas mais um convidado de dez nacionalidades. Na categoria sênior masculino William de Jesús Naranjo da Colômbia levou o ouro, e na categoria sênior feminino Ednalva Laureano da Silva do Brasil levou o ouro. 

## Medalhistas
Esses foram os campeões da competição. 
| Evento                   | Ouro                                | Ouro  | Prata                           | Prata | Bronze                                    | Bronze |
| ------------------------ | ----------------------------------- | ----- | ------------------------------- | ----- | ----------------------------------------- | ------ |
| Individual               |                                     |       |                                 |       |                                           |        |
| Masculino sênior (12 km) | William de Jesús Naranjo · Colômbia | 38:45 | Claudir Rodrigues · Brasil      | 38:54 | Byron Piedra · Equador                    | 38:59  |
| Masculino júnior (8 km)  | Luis Orta · Venezuela               | 26:40 | Jefferson Peña · Colômbia       | 26:43 | Javier Andrés Peña · Colômbia             | 26:52  |
| Masculino juvenil (4 km) | Víctor Aravena · Chile              | 12:43 | Éderson Vilela Pereira · Brasil | 12:54 | Valdison das Neves Silva · Brasil         | 12:56  |
| Feminino sênior (8 km)   | Ednalva Laureano da Silva · Brasil  | 29:30 | Inés Melchor · Peru             | 29:34 | Maria Zeferina Rodrigues Baldaia · Brasil | 29:37  |
| Feminino júnior (6 km)   | Rocío Huillca · Peru                | 23:51 | Karina Villazana · Peru         | 23:56 | Claudia Ramírez · Uruguai                 | 23:58  |
| Feminino juvenil (3 km)  | Yoni Ninahuamán · Peru              | 11:11 | Danitza Crisóstomo · Peru       | 11:13 | Soledad Torre · Peru                      | 11:15  |
| Equipe                   |                                     |       |                                 |       |                                           |        |
| Masculino sênior         | Brasil                              | 8     | Equador                         | 20    | Argentina                                 | 24     |
| Masculino júnior         | Colômbia                            | 12    | Venezuela                       | 18    | Brasil                                    | 22     |
| Masculino juvenil        | Brasil                              | 5     | Chile                           | 5     |                                           |        |
| Feminino sênior          | Brasil                              | 6     | Argentina                       | 15    | Venezuela                                 | 24     |
| Feminino júnior          | Peru                                | 6     | Brasil                          | 15    |                                           |        |
| Feminino juvenil         | Peru                                | 3     | Brasil                          | 7     |                                           |        |

## Resultados da corrida

### Masculino sênior (12 km)
Individual
| Posição           | Atleta                        | Nacionalidade | Tempo |
| ----------------- | ----------------------------- | ------------- | ----- |
| Medalha de ouro   | William de Jesús Naranjo      | Colômbia      | 38:45 |
| Medalha de prata  | Claudir Rodrigues             | Brasil        | 38:54 |
| Medalha de bronze | Byron Piedra                  | Equador       | 38:59 |
| 4                 | Ubiratan José dos Santos      | Brasil        | 39:11 |
| 5                 | Gladson Alberto Silva Barbosa | Brasil        | 39:32 |
| 6                 | Juan Osvaldo Suárez           | Argentina     | 39:51 |
| 7                 | Silvio Guerra                 | Equador       | 39:59 |
| 8                 | Everton Luduvice Moraes       | Brasil        | 40:04 |
| 9                 | José Alejandro Semprún        | Venezuela     | 40:15 |
| 10                | Didimo Sánchez                | Venezuela     | 40:34 |
| 11                | Roberto Echeverría            | Chile         | 40:38 |
| 12                | Jorge Cabrera                 | Paraguai      | 40:42 |
| 13                | Roberto Rodrigues Oliveira    | Brasil        | 40:50 |
| 14                | Juan San Martín               | Argentina     | 40:52 |
| 15                | Giovanni Amador               | Colômbia      | 41:03 |
| 16                | Daniel Castro                 | Argentina     | 41:14 |
| 17                | Robert Lugo                   | Venezuela     | 41:26 |
| 18                | Edgar Chancusig               | Equador       | 41:56 |
| 19                | Ulises Sanguinetti            | Argentina     | 42:43 |
| 20                | Aldo González                 | Paraguai      | 45:45 |
| —                 | Santiago Figueroa             | Argentina     | DNF   |
| —                 | Jorge Eduardo Aruquipa        | Bolívia       | DNF   |
| —                 | Rolando Ortiz                 | Colômbia      | DNF   |
| —                 | Raúl Cardozo                  | Paraguai      | DNF   |
| —                 | Juan Diego Contreras          | Peru          | DNF   |
| —                 | Gustavo López                 | Paraguai      | DNF   |
| —                 | Ender Moreno                  | Venezuela     | DNF   |

Equipe
| Claudir Rodrigues             | 1     |
| Ubiratan José dos Santos      | 3     |
| Gladson Alberto Silva Barbosa | 4     |
| (Everton Luduvice Moraes)     | (n/s) |
| (Roberto Rodrigues Oliveira)  | (n/s) |

| Byron Piedra    | 2  |
| Silvio Guerra   | 6  |
| Edgar Chancusig | 12 |

| Juan Osvaldo Suárez  | 5     |
| Juan San Martín      | 9     |
| Daniel Castro        | 10    |
| (Ulises Sanguinetti) | (n/s) |
| (Santiago Figueroa)  | (DNF) |

| José Alejandro Semprún | 7     |
| Didimo Sánchez         | 8     |
| Robert Lugo            | 11    |
| (Ender Moreno)         | (DNF) |

| William de Jesús Naranjo | (n/s) |
| Giovanni Amador          | (n/s) |
| Rolando Ortiz            | (DNF) |

| Jorge Cabrera   | (n/s) |
| Aldo González   | (n/s) |
| Raúl Cardozo    | (DNF) |
| (Gustavo López) | (DNF) |

* Nota: Os atletas entre parênteses não pontuaram para o resultado da equipe.

### Masculino júnior (8 km)
Individual
| Posição           | Atleta                      | Nacionalidade | Tempo |
| ----------------- | --------------------------- | ------------- | ----- |
| Medalha de ouro   | Luis Orta                   | Venezuela     | 26:40 |
| Medalha de prata  | Jefferson Peña              | Colômbia      | 26:43 |
| Medalha de bronze | Javier Andrés Peña          | Colômbia      | 26:52 |
| 4                 | Derlis Ayala                | Paraguai      | 27:12 |
| 5                 | Carlos Zamora               | Uruguai       | 27:15 |
| 6                 | Ademilson de Morais Santana | Brasil        | 27:18 |
| 7                 | Marvin Francisco Blanco     | Venezuela     | 27:25 |
| 8                 | Wesley Mancilla             | Colômbia      | 27:29 |
| 9                 | Cristopher Guajardo         | Chile         | 27:32 |
| 10                | Moacir Florentino Junior    | Brasil        | 27:45 |
| 11                | Clayton Elias Gomes         | Brasil        | 28:23 |
| 12                | Ángel Portela               | Uruguai       | 28:26 |
| 13                | Rolando Velázquez           | Venezuela     | 29:46 |
| 14                | Santiago Godoy              | Uruguai       | 30:42 |
| 15                | Cristian González           | Paraguai      | 34:00 |
| —                 | Ronaldo do Carmo Rocha      | Brasil        | DNF   |
| —                 | Iván González               | Paraguai      | DNF   |

Equipe
| Jefferson Peña     | 2 |
| Javier Andrés Peña | 3 |
| Wesley Mancilla    | 7 |

| Luis Orta               | 1  |
| Marvin Francisco Blanco | 6  |
| Rolando Velázquez       | 11 |

| Ademilson de Morais Santana | 5     |
| Moacir Florentino Junior    | 8     |
| Clayton Elias Gomes         | 9     |
| (Ronaldo do Carmo Rocha)    | (DNF) |

| Carlos Zamora  | 4  |
| Ángel Portela  | 10 |
| Santiago Godoy | 12 |

| Derlis Ayala      | (n/s) |
| Cristian González | (n/s) |
| Iván González     | (DNF) |

* Nota: Os atletas entre parênteses não pontuaram para o resultado da equipe.

### Masculino juvenil (4 km)
Individual
| Posição           | Atleta                        | Nacionalidade | Tempo |
| ----------------- | ----------------------------- | ------------- | ----- |
| Medalha de ouro   | Víctor Aravena                | Chile         | 12:43 |
| Medalha de prata  | Éderson Vilela Pereira        | Brasil        | 12:54 |
| Medalha de bronze | Valdison das Neves Silva      | Brasil        | 12:56 |
| 4                 | Iván López                    | Chile         | 13:04 |
| 5                 | Derlis Ayala                  | Paraguai      | 13:39 |
| 6                 | Antonio Ribeiro Barbosa Filho | Brasil        | 13:04 |
| 7                 | Daniel Estrada                | Chile         | 14:21 |
| 8                 | Cristian González             | Paraguai      | 15:12 |

Equipe
| Éderson Vilela Pereira        | 2     |
| Valdison das Neves Silva      | 3     |
| Antonio Ribeiro Barbosa Filho | (n/s) |

| Víctor Aravena | 1     |
| Iván López     | 4     |
| Daniel Estrada | (n/s) |

* Nota: Os atletas entre parênteses não pontuaram para o resultado da equipe.

### Feminino sênior (8 km)
Individual
| Posição           | Atleta                           | Nacionalidade | Tempo |
| ----------------- | -------------------------------- | ------------- | ----- |
| Medalha de ouro   | Ednalva Laureano da Silva        | Brasil        | 29:30 |
| Medalha de prata  | Inés Melchor                     | Peru          | 29:34 |
| Medalha de bronze | Maria Zeferina Rodrigues Baldaia | Brasil        | 29:37 |
| —                 | Roxana Preussler†                | Argentina     | 29:49 |
| 4                 | Maria Lucia Alves Vieira Moraes  | Brasil        | 30:00 |
| 5                 | Stella Castro                    | Colômbia      | 30:02 |
| 6                 | Rosa Jussara Barbosa             | Brasil        | 30:11 |
| 7                 | Valeria Lorena Rodríguez         | Argentina     | 30:15 |
| 8                 | Karina Córdoba                   | Argentina     | 30:29 |
| 9                 | Nadia Rodríguez                  | Argentina     | 30:46 |
| 10                | Norelys Lugo                     | Venezuela     | 31:03 |
| 11                | Yeisy Álvarez                    | Venezuela     | 31:19 |
| 12                | Zuleima Amaya                    | Venezuela     | 31:19 |
| 13                | Vanesa Maraviglia                | Argentina     | 31:25 |
| 14                | Rosa Apaza                       | Bolívia       | 31:57 |
| —                 | Érika Olivera                    | Chile         | DNF   |

†: Atleta convidado.
Equipe
| Ednalva Laureano da Silva        | 1     |
| Maria Zeferina Rodrigues Baldaia | 2     |
| Maria Lucia Alves Vieira Moraes  | 3     |
| (Rosa Jussara Barbosa)           | (n/s) |

| Valeria Lorena Rodríguez | 4     |
| Karina Córdoba           | 5     |
| Nadia Rodríguez          | 6     |
| (Vanesa Maraviglia)      | (n/s) |

| Norelys Lugo  | 7 |
| Yeisy Álvarez | 8 |
| Zuleima Amaya | 9 |

* Nota: Os atletas entre parênteses não pontuaram para o resultado da equipe.

### Feminino júnior (6 km)
Individual
| Posição           | Atleta                      | Nacionalidade | Tempo |
| ----------------- | --------------------------- | ------------- | ----- |
| Medalha de ouro   | Rocío Huillca               | Peru          | 23:51 |
| Medalha de prata  | Karina Villazana            | Peru          | 23:56 |
| Medalha de bronze | Claudia Ramírez             | Uruguai       | 23:58 |
| 4                 | Margoth Cjuiro              | Peru          | 24:05 |
| 5                 | Angie Orjuela               | Colômbia      | 25:10 |
| 6                 | Francisca Alarcón           | Chile         | 25:45 |
| 7                 | Tatiane Raquel da Silva     | Brasil        | 26:50 |
| 8                 | Poliana Oliveira Borges     | Brasil        | 26:58 |
| 9                 | Patricia Fernandes da Costa | Brasil        | 28:15 |
| —                 | Luzia de Souza Lining       | Brasil        | DNF   |
| —                 | Jessica Balbuena            | Paraguai      | DNF   |

Equipe
| Rocío Huillca    | 1 |
| Karina Villazana | 2 |
| Margoth Cjuiro   | 3 |

| Tatiane Raquel da Silva     | 4     |
| Poliana Oliveira Borges     | 5     |
| Patricia Fernandes da Costa | 6     |
| (Luzia de Souza Lining)     | (DNF) |

* Nota: Os atletas entre parênteses não pontuaram para o resultado da equipe.

### Feminino juvenil (3 km)
Individual
| Posição           | Atleta                  | Nacionalidade | Tempo |
| ----------------- | ----------------------- | ------------- | ----- |
| Medalha de ouro   | Yoni Ninahuamán         | Peru          | 11:11 |
| Medalha de prata  | Danitza Crisóstomo      | Peru          | 11:13 |
| Medalha de bronze | Soledad Torre           | Peru          | 11:15 |
| 4                 | Tatiana Raquel da Silva | Brasil        | 11:29 |
| 5                 | Jessica Pellario Bueno  | Brasil        | 11:31 |
| 6                 | Luzia de Souza Lining   | Brasil        | 11:51 |
| 7                 | Bárbara González        | Chile         | 12:02 |
| 8                 | Solange Martínez        | Chile         | 12:07 |
| 9                 | Elena Fernández         | Paraguai      | 12:16 |
| 10                | Pámela Ángel            | Chile         | 12:38 |
| 11                | Fabiana Ocampos         | Paraguai      | 13:06 |

Equipe
| Yoni Ninahuamán    | 1     |
| Danitza Crisóstomo | 2     |
| Soledad Torre      | (n/s) |

| Tatiana Raquel da Silva | 3     |
| Jessica Pellario Bueno  | 4     |
| Luzia de Souza Lining   | (n/s) |

* Nota: Os atletas entre parênteses não pontuaram para o resultado da equipe.

## Quadro de medalhas (não oficial)
| Ordem | País      | Medalha de ouro | Medalha de prata | Medalha de bronze | Total |
| ----- | --------- | --------------- | ---------------- | ----------------- | ----- |
| 1     | Brasil    | 4               | 4                | 3                 | 11    |
| 2     | Peru      | 4               | 3                | 1                 | 8     |
| 3     | Colômbia  | 2               | 1                | 1                 | 8     |
| 4     | Venezuela | 1               | 1                | 1                 | 3     |
| 5     | Chile     | 1               | 1                | 0                 | 2     |
| 6     | Argentina | 0               | 1                | 1                 | 2     |
| 6     | Equador   | 0               | 1                | 1                 | 2     |
| 8     | Uruguai   | 0               | 0                | 1                 | 1     |
|       | TOTAL     | 12              | 12               | 9                 | 33    |

* Nota: O total de medalhas incluem  as competições individuais e de equipe, com medalhas na competição por equipe contando como uma medalha.

## Participação
De acordo com uma contagem não oficial, participaram 86 atletas (+ 1 convidado)  de 10 nacionalidades.
| - Argentina (9 + 1 convidado) - Bolívia (2) - Brasil (22) - Chile (10) | - Colômbia (8) - Equador (3) - Paraguai (10) | - Peru (8) - Uruguai (4) - Venezuela (10) |